# سنتینل پیک (آریزونا)
۳۲°۱۲′۳۸٫۱۶″ شمالی ۱۱۰°۵۹′۳۰٫۱۲″ غربی / ۳۲٫۲۱۰۶۰۰۰°شمالی ۱۱۰٫۹۹۱۷۰۰۰°غربی
سنتینل پیک (به انگلیسی: Sentinel Peak) نام پارکی است مشرف بر مرکز شهر توسان در آریزونا.
مرتفع‌ترین نقطه این پارک شهری، ۲۹۰۰ پا ارتفاع دارد. در سال ۱۹۱۵، دانشجویان دانشگاه آریزونا بر روی این قله یک A بزرگ به نشانه آریزونا با سنگ سفید حک نمودند که تا به امروز بر روی کوه دیده می‌شود.

## نگارخانه

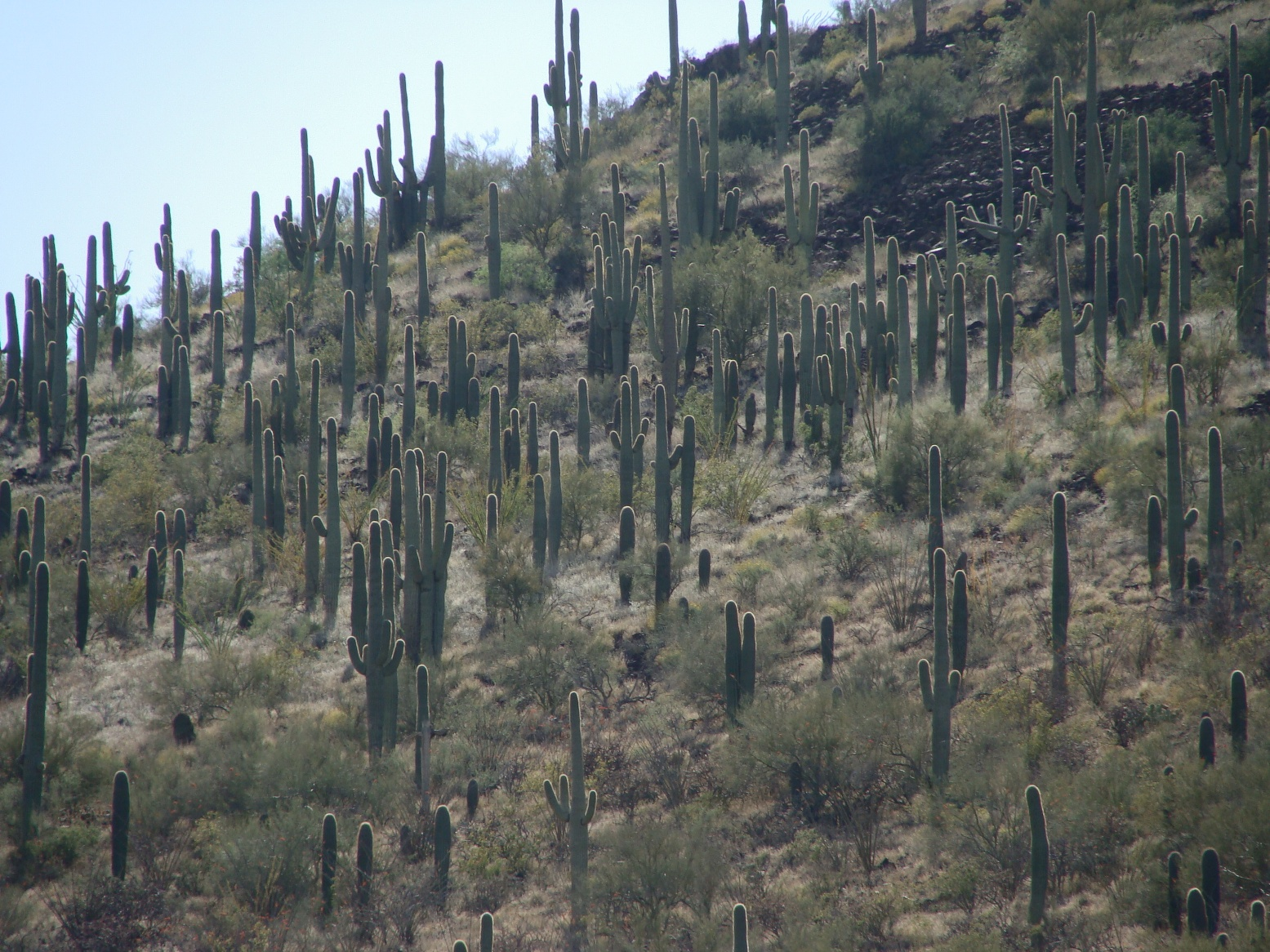
جنگلی از ساگوارو
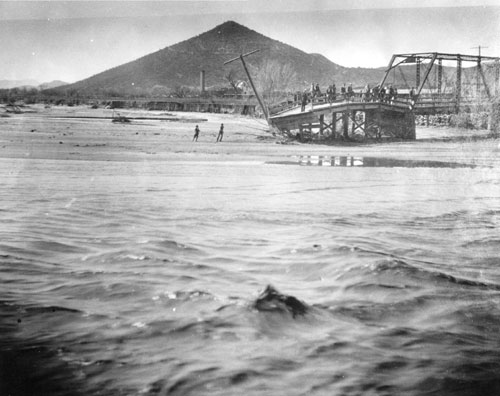
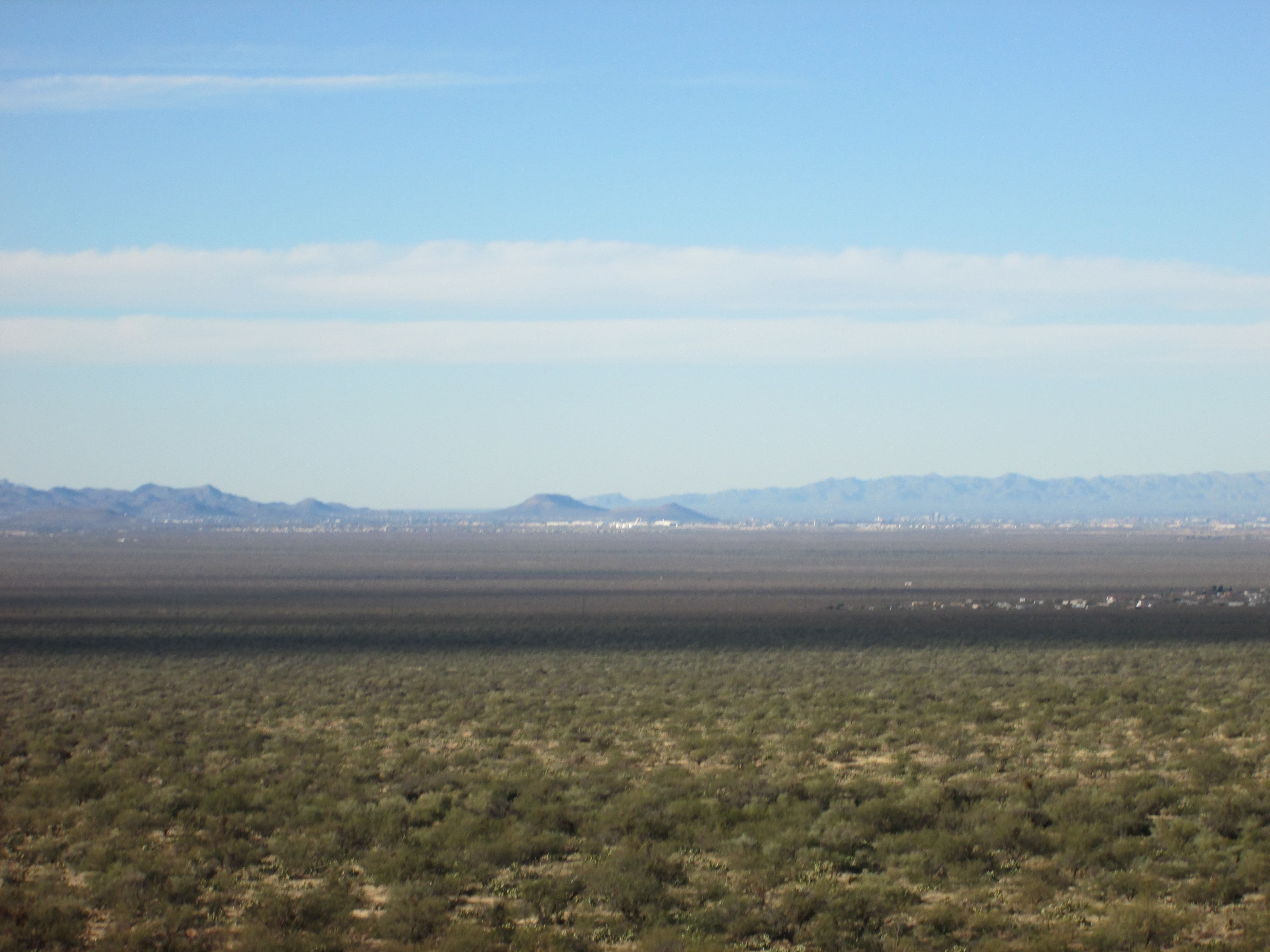
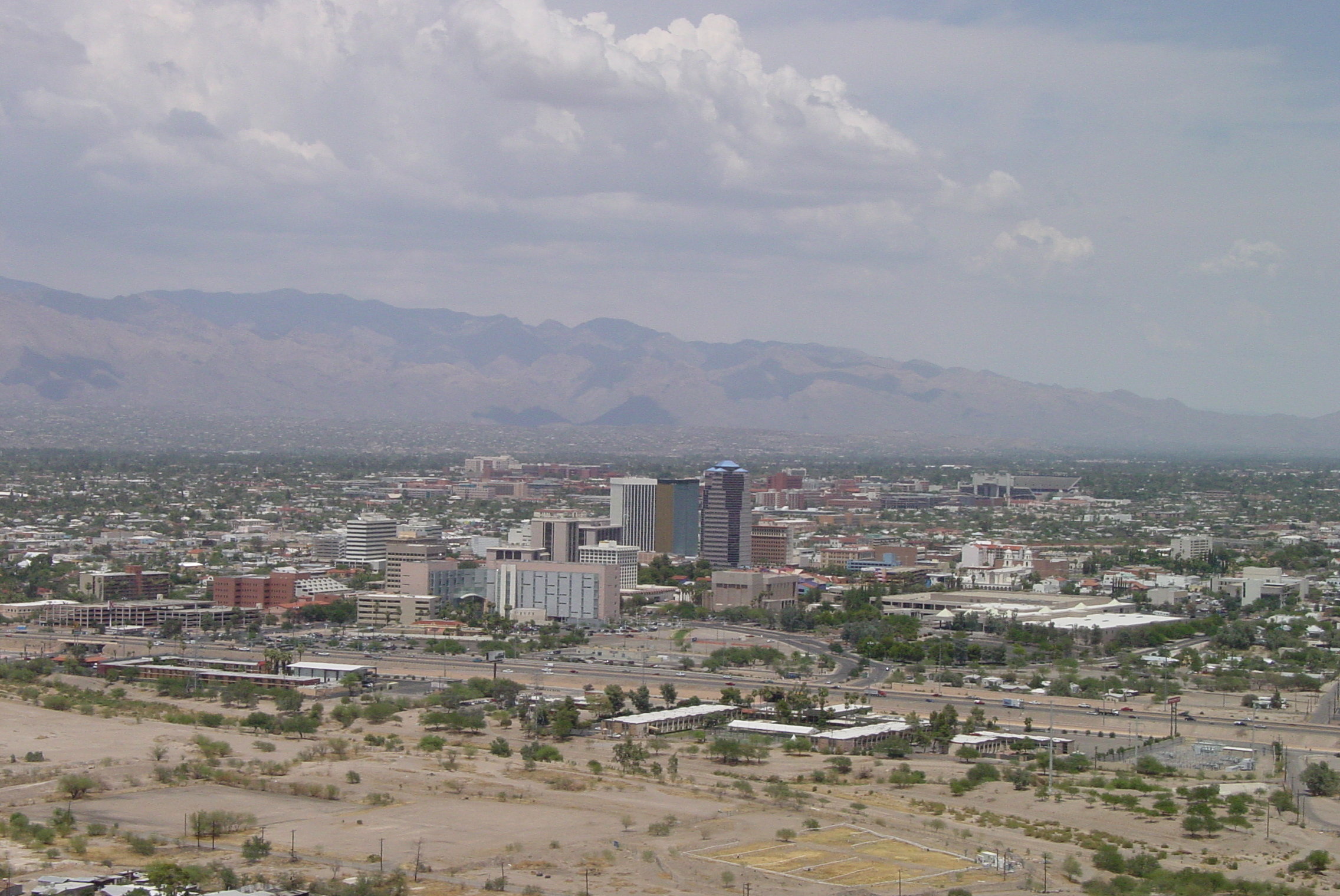